# Parc de Joan Miró
El Parc de Joan Miró, conegut popularment com a Parc de l'Escorxador, està situat entre els carrers de Vilamarí, Aragó, Tarragona i Diputació al barri de la Nova Esquerra de l'Eixample de Barcelona, separat de la plaça d'Espanya per la plaça de toros de les Arenes. És una obra inclosa a l'Inventari del Patrimoni Arquitectònic de Catalunya.

## Història
Va ser inaugurat el 1982 als terrenys de l'escorxador municipal (quatre illes de cases del Pla Cerdà), i fou dissenyat per l'equip d'arquitectes format per Antoni Solanas, Beth Galí, Màrius Quintana i Andreu Arriola, que va guanyar el concurs públic d'idees amb el projecte que anomenaren Dafnis i Cloe. Més endavant, durant les Festes de la Mercè del 1990, es va inaugurar la Biblioteca Joan Miró, equipament amb el que se'n donava per acabada la urbanització.
El gener de 2010, un acord entre l'Ajuntament i la Diputació de Barcelona per a construir la nova seu d'urgències de l'Hospital Clínic al solar de la caserna de Bombers de l'Eixample va motivar-ne el trasllat provisional al parc de Joan Miró, on encara roman.
L'octubre del 2017, l'Ajuntament de Barcelona va anunciar que se'n reformaria una part per a convertir-la en una àgora o espai de reunions cíviques. S'hi habilitarien espais de descans amb gespa, una font seca i una pèrgola per desenvolupar activitats protegides pel sol, i es previa que les obres comencessin durant el primer trimestre del 2018.
Malgrat les protestes veïnals, una part de l'arbrat va ser talada el 2024 arran de les obres de perllongació de l'L8 d’FGC.

## Descripció
L'espai s'organitza seguint l'ordre reticular de les plantacions del palmerar i la pineda al voltant d'una esplanada elevada, i la resta del parc està a un nivell més baix que el carrer.